# Sansanosmilus
Sansanosmilus — вимерлий рід хижих ссавців родини Barbourofelidae, ендемічних для Європи, які жили в міоцені, 13.6—11.1 млн років тому, існували приблизно 2.5 млн років.

## Опис

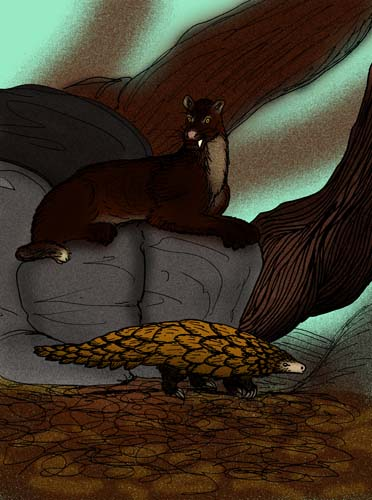
S. palmidens і Necromanis

Sansanosmilus був дуже мускулистий, у нього були короткі ноги і довгий хвіст. Він мав довжину 1.5 м і, ймовірно, важив близько 80 кг.